# 唐拱
唐拱（976年—1022年），江陵府江陵人，原籍杭州余杭人。宋朝政治人物。

## 生平
曾祖父唐希颜，号休复，唐天祐年间为建威军节度使推官。祖父唐仁恭，吴越国文穆王时期人唐山县令，水部员外郎。父唐渭，先仕吴越国通儒院学士，后仕北宋，官至尚书职方郎中、礼部尚书，歷官天章阁待制、尚书户部员外郎。
唐拱因父荫入仕北宋，早年主管祭祀事務，終官漳州兵马监押，卒于漳州任上。
唐拱初娶博陵崔氏，后来再娶崔氏的妹妹为妻。姐妹為吴越国丞相崔仁冀的女儿，崔仁冀与唐拱父唐渭早期均为吴越国通儒院学士。

## 子女
- 长女适太子中舍卢圭，即朝廷起草文件的秘书卢圭
- 次女嫁欧阳昊，早逝
- 三女嫁横州府推官高定
- 四女嫁进士陆平仲
- 五女嫁著作佐郎的陈起
- 子：唐介，北宋参政知事，五豸唐门人物之一

## 後代
其十四世孫唐居俊於南宋末年率其家人由南雄珠磯巷遷至香山釜涌（即今珠海市唐家灣)，為現今唐家灣鎮唐氏之祖先，唐廷樞、唐紹儀、唐國安、唐雪卿及唐滌生等近代名人皆為其後裔。其後人現分佈於世界各地，包括澳門、香港、上海、美國等。